# عبد الغفور بريشنا
عبد الغفور بريشنا (بالبشتوية: عبدالغفود برېښنا) رسام وملحن وموسيقي وشاعر ومخرج أفلام من أفغانستان. يعتبر برشنا واحدا من أكثر الفنانين موهبة وشهرة في أفغانستان. قام بتأليف النشيد الوطني السابق لأفغانستان الذي تم استخدامه خلال فترة السبعينيات من القرن العشرين الميلادي.

## حياته وتعليمه
ولد بريشنا باسم عبد الغفور في 10 أبريل 1907 في كابول عاصمة أفغانستان. كلمة بريشناعند الأفغان تعني البرق، والذي أضافه كاسم أخير. في عام 1921 كان من بين الطلاب الذين تم إرسالهم إلى ألمانيا لاستكمال مرحلة التعليم العالي، وذلك من قبل ملك أفغانستان الأخير أمان الله خان. درس الرسم والطباعة الحجرية في أكاديمية الفنون الجميلة في ميونيخ. عند عودته إلى أفغانستان أصبح مدرس ومدير مدرسة الفنون التطبيقية، وفي وقت لاحق أصبح مديرًا عامًا للطباعة والنشر في الدولة، وأصبح مديرًا فخريًا لمدرسة أماني الثانوية في عام 1943 عندما غادر رئيس الجامعة الألمانية ومعلمي المدارس الألمانية البلاد.
في عام 1943 أصبح مدير لمعهد الموسيقى، كما أصبح رئيسًا للإذاعة في أفغانستان. وفي عهده سمح لأول مرة بإطلاق صوت امرأة عبر الأثير، وكان هذا الصوت للمغنية ميرمون باروين. في عام 1968 حصل على وسام الجدارة العظمى مع وسام نجم جمهورية ألمانيا الاتحادية على خدماته للعلاقات الثقافية بين ألمانيا وأفغانستان.

## الحياة الشخصية
في ألمانيا تزوج بريشنا من مارغورهي وعاد إلى أفغانستان في عام 1931.

## الوفاة والإرث
توفي بريشنا في 4 يناير 1974 في مدينة ولادته كابول. فُقد معظم أعماله الفنية أو دُمرت خلال سنوات الحرب العديدة في أفغانستان. بقي بعضها فقط، ويجري تذكره الآن كواحد من أكثر الفنانين الموهوبين في أفغانستان.

## المعارض
تم عرض أعمال بريشنا في جميع أنحاء العالم مثل طهران (1953,1966)، ودلهي (1954,1974) ، والقاهرة (1956)، ومدينة نيويورك (1957)، وموسكو (1965,1973)، وبكين (1967)، وصوفيا (1967)، وكان (1971) ودوشنبه (1972).

## الصور

أعمال فنية رسمها بريشنا
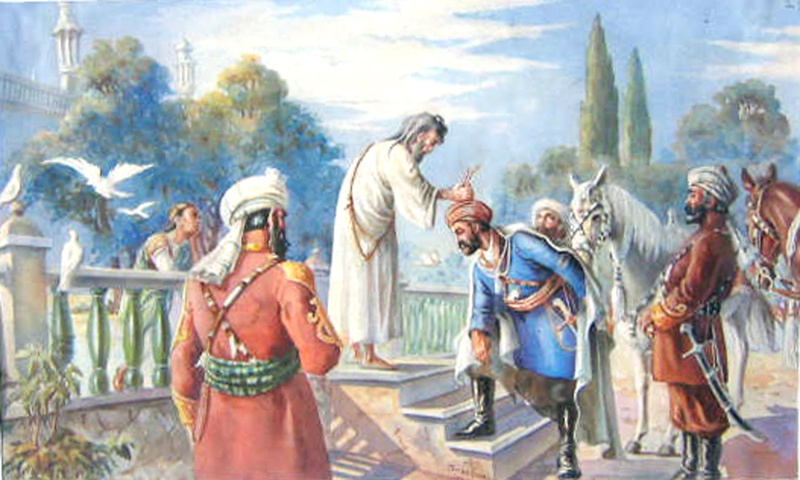
صابر شاه يتوج أحمد شاه الدراني.
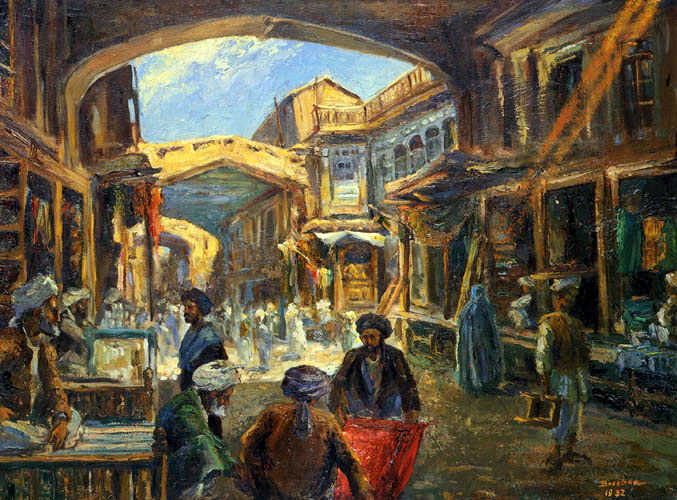
بازار شار شاتا من كابول عام 1932
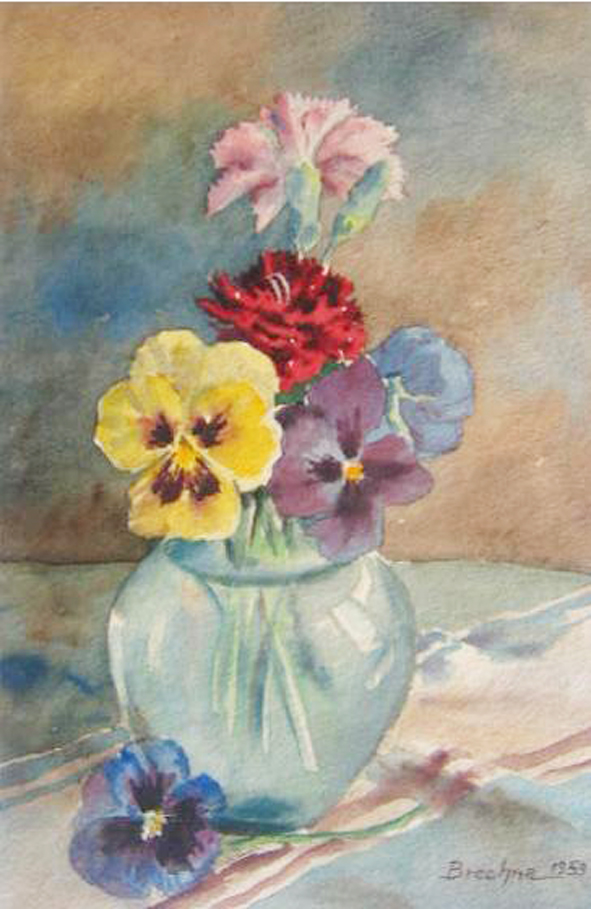
زهور عام 1953